# Playmobil FunPark Malta
Het Playmobil FunPark Malta is een Maltees themapark van Playmobil in Birżebbuġa. Het park bevindt zich op het industriegebied Ħal Far en is gelegen bij de fabriek van Playmobil op Malta.

## Indeling
Het Playmobil FunPark bestaat uit binnenspeelruimten, een buitenspeelplaats en een Playmobil FunStore. Op de buitenspeelplaats zijn onder meer een klimrek in de vorm van een piratenschip, speelhuizen in piratenstijl en een waterspeelplaats te vinden. De Playmobil FunStore verkoopt naast het reguliere assortiment ook accessoires. Voorheen was het ook mogelijk een tour te krijgen door de naastgelegen fabriek.

## Andere parken
Er zijn ook parken door Playmobil gebouwd in Zirndorf en in Athene. Playmobil had ook twee parken in de Verenigde Staten, maar de parken in Orlando en Palm Beach Gardens zijn weer gesloten. Het park dat in 1999 in het Franse Fresnes (Parijs) werd geopend, is gesloten op 31 juli 2022.